# Tauschia decumbens
Tauschia decumbens là một loài thực vật có hoa trong họ Hoa tán. Loài này được (Benth.) J.M. Coult. & Rose ex Drude miêu tả khoa học đầu tiên năm 1898.